# Dendromastigophora flagellifera
Dendromastigophora flagellifera är en bladmossart som först beskrevs av William Jackson Hooker, och fick sitt nu gällande namn av Rudolf Mathias Schuster. Dendromastigophora flagellifera ingår i släktet Dendromastigophora och familjen Mastigophoraceae. Inga underarter finns listade i Catalogue of Life.